# Castellcir
Castellcir é um município da Espanha na comarca de Moianès, província de Barcelona, comunidade autónoma da Catalunha. Tem 34,2 km² de área e em 2021 tinha 753 habitantes (densidade: 22 hab./km²).

## Demografia
| Variação demográfica do município entre 1991 e 2004[carece de fontes?] | Variação demográfica do município entre 1991 e 2004[carece de fontes?] | Variação demográfica do município entre 1991 e 2004[carece de fontes?] | Variação demográfica do município entre 1991 e 2004[carece de fontes?] |
| ---------------------------------------------------------------------- | ---------------------------------------------------------------------- | ---------------------------------------------------------------------- | ---------------------------------------------------------------------- |
| 1991                                                                   | 1996                                                                   | 2001                                                                   | 2004                                                                   |
| 247                                                                    | 307                                                                    | 406                                                                    | 500                                                                    |